# Dardagna
Il Dardagna è un corso d'acqua dell'alto Appennino bolognese, determinato come torrente. È un affluente del torrente Leo.

## Percorso
Il torrente nasce nei pressi del Corno alle Scale (1945 m s.l.m.) e del monte Spigolino (1827 m s.l.m.) da cui precipita con numerosi e spettacolari balzi. Nel giro di pochi chilometri l'acqua supera un dislivello di oltre 250 metri con salti ripetuti (in tutto sono sette: il primo e più alto è di 30 metri). A causa di fessurazioni presenti nelle stratificazioni rocciose dei balzi la portata idrica si arricchisce sempre più lungo il percorso a seguito dell'infiltrazione delle acque del bacino superiore. Le cascate possono essere raggiunte facilmente con un percorso suggestivo che parte dalla Madonna dell'Acero (1190 m s.l.m., Lizzano in Belvedere). Dopo un viaggio di circa 15 km, nella località di Rocchetta si unisce al torrente Leo, che successivamente si immette nel fiume Panaro.

## Storia
Alla fine del XIII secolo i bolognesi progettarono e costruirono un canale artificiale, detto "naviglio del Belvedere", scavando in parte sul fianco della montagna (da cui deriva il toponimo Poggiolforato, "monte forato"), con lo scopo di dirottare parzialmente le acque del Dardagna nel Silla, in modo da permettere il trasporto del legname verso Bologna e aumentare la portata del Reno e indirettamente dei canali di Bologna.
Negli anni '30 venne costruita una briglia, in pietra arenaria, che serve a ridurre la pendenza del torrente e a salvare le sponde dalla rapida erosione.
Nel 1995 è stata consolidata dal Consorzio della Bonifica Burana-Leo-Scoltenna-Panaro.

## Pesca
Nelle acque del Dardagna si trovano numerose varietà di pesci tipici di acque pulite e fredde come la trota fario ed il vairone.